# رستمي (أنغالي)
رستمي (بالفارسية: رستمی) هي قرية تقع في إيران في قسم أنغالي. يقدر عدد سكانها بـ 83 نسمة بحسب إحصاء 2016.